# Rubus capricollensis
Rubus capricollensis — вид квіткових рослин з родини трояндових (Rosaceae). Ареал: Польща, Чехія.
Зазвичай росте у відкритих лісах і на узліссях.